# Leiosphaerella
Leiosphaerella is een geslacht van schimmels dat behoort tot de familie Pseudomassariaceae. De typesoort is Leiosphaerella praeclara.

## Soorten
Volgens Index Fungorum telt het geslacht 13 soorten (peildatum december 2022):
| Soortnaam                 | Auteur(s)                                           | Publicatiejaar |
| ------------------------- | --------------------------------------------------- | -------------- |
| Leiosphaerella amomi      | Bussaban, Lumyong, P. Lumyong, McKenzie & K.D. Hyde | 2001           |
| Leiosphaerella cocoes     | (Petch) Samuels & Rossman                           | 1987           |
| Leiosphaerella dicalycis  | Katum.                                              | 1981           |
| Leiosphaerella falcata    | M.E. Barr                                           | 1966           |
| Leiosphaerella ilicis     | Katum.                                              | 1981           |
| Leiosphaerella leonensis  | P.J. Fisher & Petrini                               | 1983           |
| Leiosphaerella longispora | Sivan., D.E. Shaw & J.S. Br.                        | 1977           |
| Leiosphaerella lycopodina | (P. Karst.) Jaklitsch & Voglmayr                    | 2012           |
| Leiosphaerella malaysiana | Matsush.                                            | 1996           |
| Leiosphaerella phoenicis  | E. Müll. & S. Ahmad                                 | 1957           |
| Leiosphaerella praeclara  | (Rehm) Höhn.                                        | 1919           |
| Leiosphaerella succinea   | (Roberge ex Desm.) E. Müll.                         | 1962           |
| Leiosphaerella vexata     | (Sacc.) E. Müll.                                    | 1962           |